# Апер Провиденс Тауншип (Пенсилванија)
Апер Провиденс Тауншип (енгл. Upper Providence Township) град је у америчкој савезној држави Пенсилванија.

## Демографија
По попису из 2000. године број становника је 10.509.
| Група             | 2000.         | 2010.    |
| Белци             | 9.574 (91,1%) | 0 (0,0%) |
| Афроамериканци    | 410 (3,9%)    | 0 (0,0%) |
| Азијати           | 321 (3,1%)    | 0 (0,0%) |
| Хиспаноамериканци | 112 (1,1%)    | 0 (0,0%) |
| Укупно            | 10.509        | 0        |